# Scopula pseudocorrivalvaria
Scopula pseudocorrivalvaria là một loài bướm đêm trong họ Geometridae.